# Gergely Ivanics
Gergely Ivanics, né le 8 avril 1978 à Pécs, est un coureur cycliste hongrois.

## Palmarès sur route

### Par années
- 2004
  - Tour de Pécs
- 2005
  - 6e étape du Tour de Pécs
  - 3e du Tour de Pécs
- 2006
  - Tour de Pécs :
    - Classement général
    - 6eb, 10e, 11e et 12ea étapes

  - 2e du championnat de Hongrie sur route
  - 2e du championnat de Hongrie de la montagne
- 2007
  - Tour de Pelso
  - Tour de Pécs :
    - Classement général
    - 8e étape

  - 3e de Banja Luka-Belgrade I
- 2008
  - Grand Prix P-Nívó
  - Tour de Pécs :
    - Classement général
    - 1re, 2e, 5e, 8e et 10e étapes

  - 2e du Tour de Szeklerland
  - 3e du championnat de Hongrie sur route
- 2009
  - 5e et 8e étapes du Tour de Pécs
  - Grand Prix Betonexpressz 2000
  - 2e du Tour de Pécs
  - 3e du championnat de Hongrie du contre-la-montre
- 2010
  - Grand Prix cycliste de Gemenc :
    - Classement général
    - 1re, 2e et 3e étapes

  - Tour de Pécs :
    - Classement général
    - 3e, 5e, 7e, 8e et 10e étapes

  - 2e du Grand Prix Betonexpressz 2000
- 2011
  - Tour de Pécs :
    - Classement général
    - 3ea, 6e et 8e étapes
- 2012
  - 3e et 7e étapes du Tour de Pécs
  - 2e du Tour de Pécs
- 2013
  - 4ea étape du Tour de Pécs
  - 3e du championnat de Hongrie de la montagne
  - 3e du Tour de Pécs

### Classements mondiaux
| Année           | 2006 | 2007 | 2008 | 2009 | 2010 | 2011 | 2012  |
| --------------- | ---- | ---- | ---- | ---- | ---- | ---- | ----- |
| UCI Europe Tour | 440e | 366e | 154e | 259e | 458e | 987e | 1132e |

## Palmarès sur piste
- 2014
  -  Champion de Hongrie de course aux points
  - 2e du championnat de Hongrie de poursuite
  - 2e du championnat de Hongrie de keirin
  - 3e du championnat de Hongrie du kilomètre
  - 3e du championnat de Hongrie de scratch
  - 3e du championnat de Hongrie de vitesse